# Nathan Wouters
Nathan Wouters (1989) is een Belgisch contrabassist die voornamelijk jazzmuziek speelt.
Hij begon contrabaste spelen op 10-jarige leeftijd in de muziekschool in Merksem. Hij speelde sinds zijn 12e samen met Seppe Gebruers en Jakob Warmenbol in het trio 'Jazzfact' waarmee hij optrad in binnen- en buitenland. In 2004 won hij een jeugdconcours waarna hij op tournee kon door Kroatië.
Wouters studeerde af aan het Koninklijk Conservatorium Antwerpen. Zijn masterdiploma haalde hij aan de universiteit van Göteborg waar hij les kreeg van Anders Jormin.
Met gitarist Bert Cools en drummer Stijn Cools nam hij in 2011 onder de bandnaam Matsenoto het improvisatie-album Mago op.
Wouters is lid van het kwartet Machtelinckx/Jensson/Badenhorst/Wouters. Het viertal bestaat naast Wouters uit Ruben Machtelinckx (elektrische gitaar), Hilmar Jensson (elektrische gitaar) en Joachim Badenhorst (klarinet, saxofoon). Het album Faerge (2012) werd door Knack uitgeroepen tot Belgisch jazzalbum van het jaar. Opvolger Flok verscheen in 2014.
Wouters speelt tevens bij het Wout Gooris Trio en bij Sgt. Fuzzy en is een van de muzikanten die betrokken is bij het Book of Air project.